# Abdullahi Alfa
Abdullahi Alfa (Kaduna, 29 luglio 1996) è un calciatore nigeriano, centrocampista del Pcimianka Pcim.

## Carriera

### Club
Il 23 febbraio 2016 viene acquistato a titolo definitivo dalla squadra lettone del Ventspils; dopo 3 reti in 58 presenze nella prima divisione lettone nell'arco di quattro stagioni, nel 2020 ha giocato altre 3 partite in questo campionato con il Liepāja. Nel 2021 ha invece messo a segno 2 reti in 31 presenze nella prima divisione estone con la maglia del Kalev Tallinn.

### Nazionale
Ha giocato nelle nazionali giovanili nigeriane Under-17 ed Under-20; con quest'ultima nazionale nel 2015 ha anche vinto il campionato africano di categoria.

## Palmarès

### Club

#### Competizioni nazionali
- Coppa di Lettonia: 1

Ventspils: 2016-2017